# S Voice
S Voice ist eine 2012 vorgestellte und wenigstens bis 2020 gepflegte Spracherkennung für Smartphones. Als fest eingerichtete mobile App war sie für alle mobilen Geräte des Herstellers Samsung verfügbar. S Voice ermöglicht es, ein Smartphone mit Sprachbefehlen zu steuern und Eingaben oder Anweisungen zu tätigen. Zur Nutzung der Anwendung ist eine Internet-Datenverbindung erforderlich. Der Nachfolger von S Voice ist Bixby.

## Funktion
Zu den Funktionen der Software gehört die Beantwortung einfacher Fragen (beispielsweise Wie wird das Wetter heute?) und das Befolgen direkter Anweisungen (beispielsweise Wecken um 6 Uhr 30.), wobei es nicht auf den genauen Wortlaut der Fragestellung ankommt, damit die Software den Sinn der Frage versteht. Fragen, die die Software nicht direkt beantworten kann, werden an verschiedene Dienste im Internet weitergeleitet.
Einschalten lässt sich das Programm in der Werkseinstellung durch zweimaliges kurzes Drücken der Home-Taste. Bei bereits laufender Software wird die Spracherkennung durch die voreingestellte Wortkombination Hallo Galaxy aktiviert. Dies lässt sich jedoch auch deaktivieren.

## Geschichte
Das erste mit S Voice ausgestattete Gerät war das 2012 veröffentlichte Samsung Galaxy S III mit dem Betriebssystem Android 4.0. S Voice wurde 2020 durch Bixby ersetzt.